# Charaxes propinqua
Charaxes propinqua är en fjärilsart som beskrevs av Van Someren 1969. Charaxes propinqua ingår i släktet Charaxes och familjen praktfjärilar. Inga underarter finns listade i Catalogue of Life.